# Шидловецкий, Николай (Старший)
Миколай Шидловецкий (пол. Mikołaj Szydłowiecki (starszy); 1-я половина XV века — 1476) — польский дворянин, подстароста и бургграф краковский, сонаследник Шидловца.

## Биография

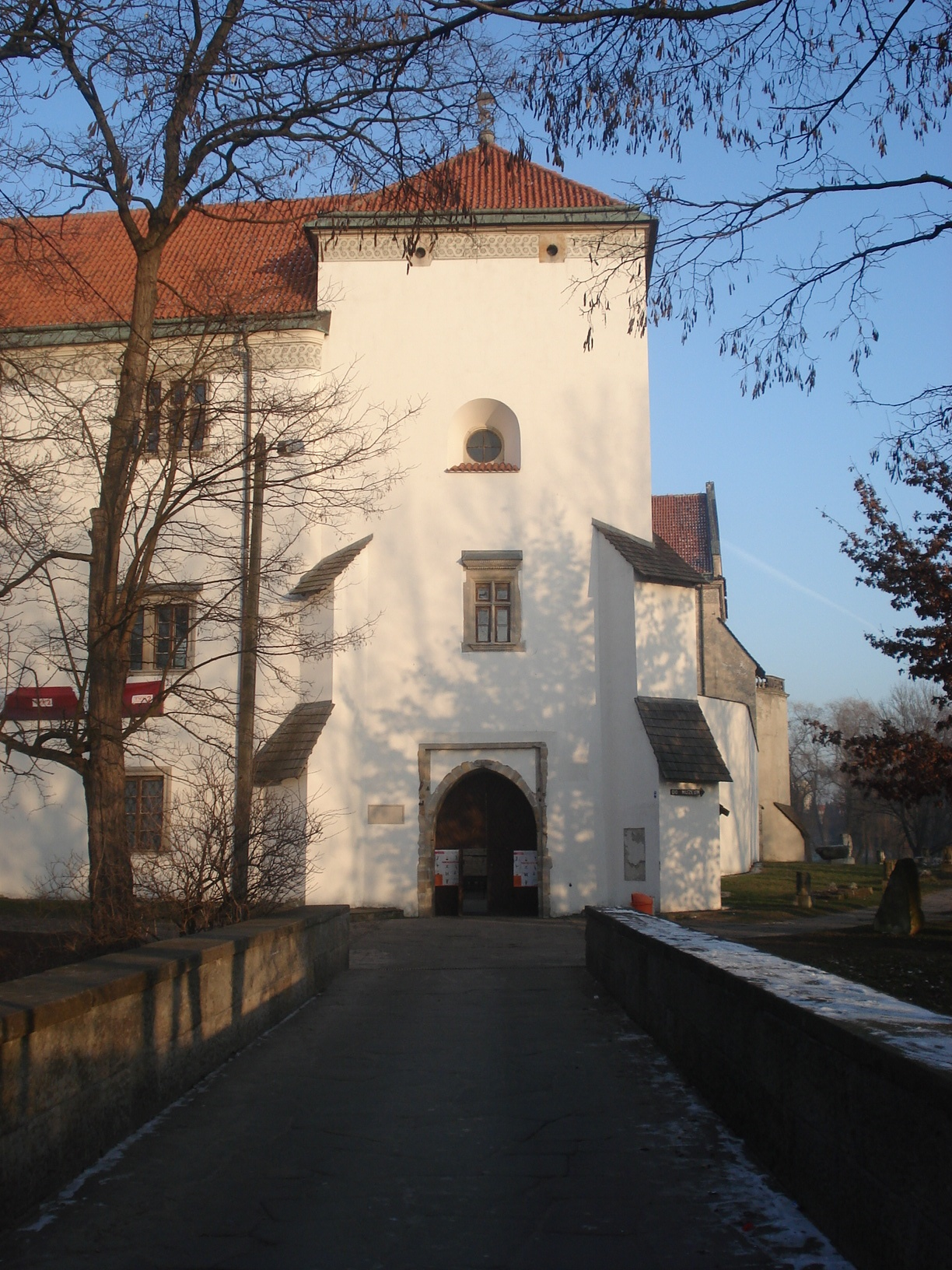
Готическая надвратная башня, построенная Николаем и Станиславом Шидловецкими в 1470—1480 гг.

Представитель польского дворянского рода Шидловецких герба «Одровонж». Сын Якуба Одровонжа Шидловецкого (ум. 1433/1436). Братья — Станислав и Пётр.
В семейной книге Шидловецких указано, что братьями были: Миколай, Станислав и Петр.
В источниках не упоминается, была ли у Николая Шидловецкого жена и дети.
Польский король Владислав III Варненчик по просьбе Николая, Станислава и Петра Шидловецких учредил ежегодный ярмарка на день св. Сигизмунда. Королевский привилей был выдан 26 августа 1436 года в Сандомире.
Казимир Ягеллончик по просьбе Николая и Станислава Шидловецких перевел город Новый Шидловец и деревни: Старый Шидловец, Шидловецка Воля, Дынув, Преддочинек, Грабова и Грабовска Воля из польского права в магдебургское право, по привилею, выданному в Пётркуве-Трыбунальском 13 ноября 1470 года.
Николай Шидловецкий был назначен краковским подстаростой в 1463 году, а в 1466 году он купил пост бургграфа краковского у Бодзенты из Седльце 12 штрафов за годовую ренту. Бодзента отказался от должности бургграфа в пользу Шидловецкого в обмен на соответствующую сумму денег.

## Собственность
В 1470—1480 годах Николай Шидловецкий и его брат Станислав преобразовали свою резиденцию на острове, построив каменную сторожевую башню и жилой дом, готические стены которого сохранились в северном крыле нынешнего замка. Они соединили башню с кирпичным усадебным домом оборонительной стеной, окружавшей весь четырехугольный двор. Николай помогал своему брату расширять замок до самой своей смерти в 1476 году.
Миколай Шидловецкий унаследовал от своего отца следующие деревни: Погожале, Хлевиска, Скаржиско Ксенженце и Преддочинек. После смерти его брата Петра его часть в Шидловце перешла к Николаю и Станиславу. Петр также завещал Николаю имение в Дзюруве, которое в 1474 году было продано аббату Николаю из Свентокшиского монастыря. После смерти Николая Шидловецкого Шидловец и другие владения перешли в собственность его брата Станислава.